# Sphagemacrurus pumiliceps
Sphagemacrurus pumiliceps és una espècie de peix de la família dels macrúrids i de l'ordre dels gadiformes.

## Morfologia
- Els mascles poden assolir 25 cm de llargària total.[5][6]

## Hàbitat
És un peix d'aigües profundes que viu entre 732-1880 m de fondària.

## Distribució geogràfica
Es troba a Moçambic i les Filipines.